# Quentin de Parseval
Quentin de Parseval est un footballeur français né le 21 septembre 1987 à Orléans. Il évolue au poste de défenseur central.

## Carrière
De Parseval commence sa carrière professionnelle avec l'Angers SCO lors de la saison 2005-2006 de National, durant laquelle il joue 13 matchs. 
À l'été 2006, il quitte le club angevin pour rejoindre l'Amiens SC. Lors de sa première saison en Ligue 2, il ne joue que deux matches, mais la saison suivante l'entraîneur Ludovic Batelli lui accorde plus de temps de jeu (19 matches de championnat). Durant la saison 2008-2009, il joue le même nombre de matches.
Au total, De Parseval dispute 40 matchs en Ligue 2.